# Trypethelium marcidum
Trypethelium marcidum är en lavart som först beskrevs av Fée, och fick sitt nu gällande namn av Aptroot. Trypethelium marcidum ingår i släktet Trypethelium och familjen Trypetheliaceae.   Inga underarter finns listade i Catalogue of Life.